# Андрейко, Андрис Георгиевич
Андрис Георгиевич Андрейко (латыш. Andris Andreiko; 17 октября 1942, Рига — 10 марта 1976, там же) — латвийский советский спортсмен (шашки), международный гроссмейстер (1966). Трёхкратный чемпион мира (1968—1972), чемпион Европы (1974), восьмикратный чемпион СССР (1961—1976), победитель более 20 турниров по международным шашкам. Отличался острокомбинационным стилем игры. Убит в 1976 году у себя дома.

## Спортивная карьера
Начав заниматься шашками в 14 лет под руководством Валдиса Звирбулиса и Петра Фрейденфельда, Андрис Андрейко дважды (в 1959 и 1960 годах) стал чемпионом СССР по международным шашкам среди юношей, а в 1961 году, только что окончив школу, но уже в ранге трёхкратного чемпиона Латвии, впервые завоевал титул чемпиона СССР среди взрослых. При этом он оказался единственным участником чемпионата, закончившим дистанцию без поражений. В 1962 году после победы в международном турнире в Баку Андрейко получил звание международного мастера, а в 1966 году, выиграв турнир претендентов на право играть в матче за звание чемпиона мира, — звание международного гроссмейстера.
Первая попытка завоевать звание чемпиона мира оказалась неудачной: в январе 1968 года Андрейко проиграл матч действующему чемпиону Исеру Куперману. Однако позже в том же году он стал победителем чемпионата мира в итальянском городе Больцано, проходившего в формате кругового турнира. Сведя вничью партии с пятью соперниками из СССР и Нидерландов, 25-летний гроссмейстер обыграл всех остальных участников, на пол-очка опередив Купермана. После этого он дважды подряд отстоял свой титул в матчах с Куперманом в Москве и Таллине и потерял его лишь на чемпионате мира 1972 года, проиграв затем в 1973 году матч за титул против нидерландского шашиста Тона Сейбрандса. На следующий год Андрейко выиграл чемпионат Европы по международным шашкам — вторым из советских шашистов после Купермана (1965 г.).
Помимо трёх титулов чемпиона мира и одного звания чемпиона Европы, Андрейко восемь раз выигрывал чемпионат СССР по международным шашкам. В шашках он был импровизатором, его игру отличали высокий темп (он был особенно силён в цейтноте и блице), острая комбинационная манера и неповторимость каждой партии. Как отмечают Владимир Вигман и Борис Фельдман, Андрейко сознательно создавал в партиях осложнения, не поддающиеся расчётам, и в одной и той же позиции с разными соперниками мог играть по-разному, опираясь не на теоретические расчёты, а на интуицию и понимание психологии партнёра. Нидерландец Рейнир Келлер формулировал это же наблюдение жёстче: «Он борется не с позицией, а с соперником». Опора на интуицию, психологическое понимание соперника и непредсказуемость Андрейко принесли ему среди шашистов прозвище «стоклеточный Таль».

## Убийство
После высших достижений в карьере Андрейко наступил спад и депрессия. Экс-чемпион мира стал злоупотреблять спиртным в случайных компаниях. Утром 10 марта 1976 года Андрейко привёл к себе домой случайного собутыльника — бывшего моряка рыболовного флота Игоря Васенина.
Андрейко в своё время за спортивные достижения был премирован двухкомнатной квартирой в рижском районе Ильгюциемс. По советским представлениям, экс-чемпион мира жил богато: в квартире были, в частности, импортный холодильник с дорогими спиртными напитками и двухкассетный магнитофон, а также золотые чемпионские медали и деньги. Андрейко продолжал пить дома в компании с Васениным и в какой-то момент потерял сознание. Васенин, заметив множество ценных вещей, решил убить хозяина и 17 раз ударил его по голове замотанным в полотенце утюгом. После этого он начал собирать ценные вещи в сумку.
В это время в дверь квартиры позвонила жена Андрейко Любовь, с которой тот больше не жил. Васенин заявил ей, что у Андрейко женщина, и отказался пустить её в квартиру. Тогда та попросила соседа покараулить квартиру, пока она вызывает милицию. Сосед, однако, не смог остановить Васенина, когда тот покидал дом. Таксист отказался везти пьяного человека в испачканной кровью одежде, и Васенин отправился домой на трамвае. Переодевшись, он поехал на вокзал, чтобы сбежать в Вентспилс, но, позвонив с вокзала домой, уже застал там милицию. После этого он отправился с повинной в отделение милиции. По решению суда он получил 15 лет тюремного заключения.

## Участие в центральных турнирах по международным шашкам
| Легенда             | Легенда               | Легенда                  |
| ------------------- | --------------------- | ------------------------ |
| ЧМ — чемпионат мира | ЧЕ — чемпионат Европы | ТП — турнир претендентов |

| Год  | Уровень | Место проведения    | Турнир/матч           | Результат | Место |
| ---- | ------- | ------------------- | --------------------- | --------- | ----- |
| 1966 | ТП      | Алес, Франция       | Турнир                | 11+5=0-   | 1     |
| 1967 | ЧЕ      | Ливорно, Италия     | Турнир                | 11+4=0-   | 3     |
| 1968 | ЧМ      | Тбилиси, СССР       | Матч с И. Куперманом  | 0+18=2-   | 2     |
| 1968 | ЧМ      | Больцано, Италия    | Турнир                | 10+5=0-   | 1     |
| 1969 | ЧМ      | Москва, СССР        | Матч с И. Куперманом  | 3+17=0-   | 1     |
| 1969 | ЧЕ      | Рим, Италия         | Турнир                | 3+5=0-    | 2     |
| 1971 | ЧЕ      | Сухуми, СССР        | Турнир                | 6+4=0-    | 2     |
| 1972 | ЧМ      | Таллин, СССР        | Матч с И. Куперманом  | 0+20=0-   | 1     |
| 1972 | ЧМ      | Хенгело, Нидерланды | Турнир                | 9+7=0-    | 3     |
| 1973 | ЧМ      | Гаага, Нидерланды   | Матч с Т. Сейбрандсом | 0+18=2-   | 2     |
| 1974 | ЧЕ      | Арко, Италия        | Турнир                | 10+2=0-   | 1     |
| 1974 | ТП      | Тбилиси, СССР       | Турнир                | 6+3=1-    | 4     |

1. ↑  При равенстве очков с  Т. Сейбрандсом и  В. Щёголевым 3-е место по коэффициенту
2. ↑  При равенстве очков с  Х. Вирсмой 3-е место по коэффициенту